# Wilhelm Haring
Wilhelm Haring (* 1. Januar 1900 in Gerbstedt; † 16. Juni 1975 in Bautzen) war ein deutscher Mediziner (Internist, Röntgenologe) und Hochschullehrer.

## Leben und Wirken
Nach dem Schulbesuch erfolgte in Torgau 1918/19 seine militärische Ausbildung zum Fahnenjunker. Im Anschluss studierte er bis 1921 Medizin an der Universität Halle-Wittenberg. In dieser Zeit gehörte er dem studentischen Freicorps Halle an und nahm aktiv an den Märzkämpfen in Mitteldeutschland teil. Ab 1921 setzte er sein Studium an den Universitäten München und Freiburg fort und erhielt 1924 seine Approbation. Zunächst war er als Volontär am Pathologischen Institut der Universität Breslau tätig, bevor er 1927 außerplanmäßiger Assistent an der Medizinischen Universitätsklinik in Halle (Saale) wurde. Er habilitierte sich 1931 für innere Medizin und Röntgenologie und 1933 erhielt er eine planmäßige Assistentenstelle. Zum 1. Mai 1933 trat er der NSDAP bei (Mitgliedsnummer 1.881.015) und schloss sich auch der SA an. Nach kurzzeitiger Chefarzttätigkeit in Bad Godesberg kehrte er 1939 als außerplanmäßigen Professor in den Universitätsdienst zurück. Nach kurzzeitigem Einsatz für die Wehrmacht übernahm er 1940 den Chefarztposten in der Heilstätte der Reichsversicherungsanstalt für Angestellte in Kreischa. Aufgrund seiner NS-Mitgliedschaften erfolgte nach dem Zweiten Weltkrieg seine endgültige Entlassung aus dem Universitätsdienst. Zuletzt war Haring Direktor der Inneren Abteilung und der Poliklinik des Kreiskrankenhauses Bautzen.

## Schriften (Auswahl)
- Die Erkrankungen der Bauchspeicheldrüse im Röntgenbilde. Thieme, Leipzig [1933].
- Die  Klinik der Lungensyphilis. 1936.
- Die Magenschleimhaut bei der konstitutionellen Achylie mit hyperchromer Blutbildung. 1938.
- Appetitlosigkeit und Heißhunger. 1939.
- Fortschritte und Probleme der Therapie mit Follikelhormon (Progynon C). 1950.